# Garni
Garni là một đô thị thuộc tỉnh Kotayk, Armenia. Dân số ước tính năm 2011 là 7165 người. Đô thị này thuộc vùng đô thị Yerevan.